# Stadionul Astra
Stadionul Astra is een multifunctioneel stadion in Ploiești, een stad in Roemenië. In het stadion is plaats voor 9.000 toeschouwers. Het stadion wordt vooral gebruikt voor voetbalwedstrijden, het tweede elftal van Astra Giurgiu maakt gebruik van dit stadion. Het Roemeense voetbalelftal speelde twee keer een interland in dit stadion.

## Interlands
| Voetbalinterlands | Voetbalinterlands | Voetbalinterlands    | Voetbalinterlands | Voetbalinterlands    | Voetbalinterlands |
| №                 | Datum             | Wedstrijd            | Uitslag           | Competitie           | Toeschouwers      |
| ----------------- | ----------------- | -------------------- | ----------------- | -------------------- | ----------------- |
| 1                 | 25 april 2001     | Roemenië – Slowakije | 0–0               | Vriendschappelijk    | 2.000             |
| 2                 | 6 september 2003  | Roemenië – Luxemburg | 4–0               | EK 2004 kwalificatie | 4.000             |